# 390 (album Harija Rončevića)
390 je dvostruki studijski album hrvatskog pjevača Harija Rončevića, kojeg je 15. listopada 2009. godine objavila diskografska kuća Croatia Records.
Materijal za album snimao se dvije i pol godine, a sastoji se od 11 novih i jedne navijačke bonus skladbe pod nazivom "Jedna je Hrvatska". Album sadrži dva CD-a, na kojima se nalaze skladbe na hrvatskom i engleskom jeziku
Album je najavio singl "Kao ocean", te kao i ostali materijal predstavlja jedan drugačiji i žešći zvuk. Naziv je osmislio sam Rončević, a u njemu se krije udaljenost od Zagreba do Splita.

## Popis pjesama
| Br. | Skladba                                                      | Trajanje |
| --- | ------------------------------------------------------------ | -------- |
| 1.  | »Aj' ća volin te« ("Baby Go Away")                           |          |
| 2.  | »Kao ocean« ("Like An Ocean")                                |          |
| 3.  | »Da zavolija te ne bi« ("Like A Seagull")                    |          |
| 4.  | »390« ("390")                                                |          |
| 5.  | »Ako sad oduzmeš mi ljubav« ("If Now You Take My Love Away") |          |
| 6.  | »Umoran od ljubavi« ("Tired Of Love")                        |          |
| 7.  | »Još uvik« ("Sometimes It Seems")                            |          |
| 8.  | »Ne odustajem« ("I’m Not Givin’ Up")                         |          |
| 9.  | »Ležim na suncu« ("Laying In The Sun")                       |          |
| 10. | »Vonj od mora« ("My Home")                                   |          |
| 11. | »U tvojim očima« ("Come Closer")                             |          |

### Bonus skladba
| Br. | Skladba             | Trajanje |
| --- | ------------------- | -------- |
| 1.  | »Jedna je Hrvatska« |          |

## Izvođači
- Hari Rončevi - vokal
- Albert Limić - bas-gitara
- Ivica Džaja - bubnjevi
- Ivo Majić - gitara
- Dado Marušić - gitara
- Ivan Božićević - klavir
- Teo Brajčić - prateći vokali

### Produkcija
- Izvršni producent - Hari Rončević
- Aranžman - Hari & Band
- Glazba i tekst - Hari Rončević (osim pjesme br. 3 - glazba: Hari Rončević / Albert Limić)
- Prijevod i prilagodba: Vinko Baković (osim pjesama br. 3,7,9 - prijevod: Hari Rončević)
- Snimano i miksano - studio "Deva" - Damir Marušić - Split (osim pjesama br. 5,7,8 - studio "Decibel" - Igor Ivanović Zagreb
- Fotografija - Ivo Žarkov, Željko Karavida, Danijel Kolega
- Likovno oblikovanje - Vinko Baković